# San Juan Bautista Valle Nacional
San Juan Bautista Valle Nacional là một đô thị thuộc bang Oaxaca, México. Năm 2005, dân số của đô thị này là 21189 người.